# 浙江建设职业技术学院
浙江建设职业技术学院，简称浙江建职学院，位于中国大陆浙江省杭州市萧山高教园区，是一所以建设理工类专业为主高等职业院校。

## 概況
前身浙江省建筑工业学校於1958成立，2002年1月浙江省人民政府批准改組。是浙江省唯一一所公办建设类全日制高等职业学院，占地面积34.8万平方米另有上虞校區正建設中，2012年正式确定为浙江省级示范性高职院校，有14名教师入选浙江省“新世纪151人才工程”。
此學校以培養實務第一線基礎土木建築人才為主，校外合作有实训基地522个、10余个中外合作实训廠區，學生必須大量前往工地考察實習。
而浙江建职学院的人文與資訊系2016年核定為學院特色科系，其提供的定向專業在高等教育市場為少有，普遍乍看之下似乎是職高電腦系，而其專業攻關卻是兩項一是利用或撰寫電腦軟體進行城管的方向，另一是培訓建設公司老闆所用專業秘書方向，此文秘專業自2002年开办以来每年就業率在95%以上。
注重校內心理輔導技術研究，先后获得“全国大学生心理健康教育工作先进单位”和“全国高职高专院校心理健康教育工作先进集体”荣誉，設有校园文化品牌《筑人生路，育鲁班魂》的魯班文化品牌，2011獲教育部校园文化建设二等獎。

## 系部设置
- 建築工程系 (核定浙江职校重点建设)
- 建築經濟管理系 (核定浙江职校重点建设)
- 城市建設系
- 建築與藝術系
- 人文與資訊系(核定學院特色科系)